# L'attacco dei giganti
L'attacco dei giganti (進撃の巨人?, Shingeki no kyojin) è un manga di genere dark fantasy postapocalittico scritto e disegnato da Hajime Isayama, serializzato in Giappone sulla rivista Bessatsu Shōnen Magazine di Kōdansha dal 9 settembre 2009 al 9 aprile 2021. L'edizione italiana è stata pubblicata da Planet Manga, etichetta della Panini Comics, dal 22 marzo 2012 al 28 ottobre 2021 nella collana Generation Manga.
L'opera è ambientata in un mondo dove i superstiti dell'umanità vivono all'interno di città circondate da enormi mura difensive a causa dell'improvvisa comparsa dei giganti, enormi creature umanoidi che divorano gli uomini senza un apparente motivo. La storia ruota attorno al giovane Eren Jaeger e i suoi amici d'infanzia Mikasa Ackermann ed Armin Arelet, le cui vite vengono stravolte dall'attacco di un gigante colossale e un gigante corazzato, che conduce alla distruzione della loro città e alla morte della madre di Eren.
L'attacco dei giganti ha ottenuto un successo immediato. È stato tra i 13 manga a ricevere una nomination per il premio Manga Taishō nel 2011, ha vinto il Premio Kōdansha per i manga nella categoria miglior manga per ragazzi ed è stato candidata alla sedicesima e alla diciottesima edizione del Premio culturale Osamu Tezuka.
Dal manga è stata tratta una serie televisiva anime di quattro stagioni, le prime tre realizzate da Wit Studio e l'ultima dallo studio MAPPA, che ha ricevuto grande consenso critico ed è generalmente considerata tra le migliori serie animate di sempre. La prima stagione è stata trasmessa nel 2013, la seconda nel 2017, la terza tra il 2018 e il 2019, e la quarta, intitolata Stagione finale (Final Season), dal 2020. Sono stati prodotti anche quattro film anime riassuntivi per il cinema, un adattamento live action e numerose opere derivate e spin-off, quali videogiochi, manga e light novel.

## Ambientazione

Rappresentazione schematica delle mura con i relativi distretti

In un mondo alternativo la razza umana è stata decimata dall'avvento dei giganti (巨人?, kyojin), grandi creature, fisicamente simili all'uomo, di altezza compresa tra i tre e i quindici metri e che non possiedono un apparato riproduttivo. Sono esseri primitivi e dall'intelligenza limitata, che non sembrano necessitare di cibo per vivere, ma che attaccano gli umani e ingoiano i loro corpi.
Quel che resta dell'umanità è sopravvissuta rifugiandosi all'interno di imponenti mura concentriche: il Wall Maria (ウォール・マリア?, Wōru Maria), il più esterno; il Wall Rose (ウォール・ローゼ?, Wōru Rōze), quello centrale; e il Wall Sina (ウォール・シーナ?, Wōru Shīna), il più interno, che protegge la capitale e la corte del re. Per far sì che i giganti non riescano ad attaccare il territorio degli uomini, le mura sono alte cinquanta metri, con l'unico punto debole costituito dalle porte che ne permettono l'attraversamento. Per non disperdere le forze nella protezione dell'intera estensione delle mura, gli uomini si sono concentrati a vivere in città che sorgono adiacenti alle muraglie, attirando in questo modo l'attenzione dei giganti e ammassando in quei punti le loro difese. Le mura hanno permesso all'umanità di godere più di un secolo di pace, al sicuro dagli attacchi dei giganti.
Gli uomini hanno istituito tre ordini militari di protezione: il Corpo di Guarnigione (駐屯兵団?, Chūton Heidan), che comprende i soldati che difendono le mura e le città; il Corpo di Gendarmeria (憲兵団?, Kenpeidan), la sezione che regola l'ordine pubblico all'interno delle città e ha il privilegio di servire personalmente il re e di operare al sicuro all'interno della prima cerchia di mura; l'Armata Ricognitiva (調査兵団?, Chōsa Heidan), l'organismo composto da soldati che si avventurano oltre le mura per combattere i giganti sul loro territorio, con lo scopo di scoprire di più sul conto dei nemici, sulle loro origini, le loro debolezze e trovare un modo per poterli sconfiggere definitivamente. È l'ordine che corre i maggiori rischi e subisce le perdite più numerose; in anni di sconfitte sono riusciti a perfezionare l'attrezzatura per effettuare il movimento tridimensionale (立体機動装置?, rittai kidō sōchi), un dispositivo che permette di librarsi in aria con funi e gas ad alta pressione, offrendo grande mobilità nell'affrontare i giganti.

## Trama
(Inizio del manga L'attacco dei giganti.)
Nell'anno 845 compare un gigante alto circa sessanta metri che con un calcio crea una breccia nella cinta esterna del Wall Maria, presso il distretto di Shiganshina. I giganti iniziano a entrare e invadono la città divorando quanti più umani possibile, mentre questi cercano inutilmente di difendersi e trasferire più gente possibile all'interno della seconda cerchia di mura; ma prima che gli uomini riescano a chiudere la porta interna delle mura, un gigante corazzato la sfonda con un colpo e gli umani sono costretti a ripiegare sul Wall Rose. In seguito tentano una disperata riconquista del territorio perduto, circa un terzo del totale, che fallisce miseramente. L'enorme perdita di uomini contribuisce per lo meno ad attenuare la carestia di cibo creatasi per la perdita di una porzione territoriale così grande. Il gigante colossale e quello corazzato spariscono misteriosamente dopo avere spianato la strada ai loro simili.
Fra i sopravvissuti alla tragedia vi sono i tre protagonisti della storia: Eren Jaeger, Mikasa Ackermann e Armin Arelet. Nel giorno dell'irruzione dei giganti, Eren perde sua madre, che viene divorata davanti ai suoi occhi. L'accaduto genera nel bambino, già impulsivo di natura, un odio verso i giganti superiore alla paura nei loro confronti, e giura di sterminarli tutti. Mikasa è un'orfana che dopo la perdita dei suoi genitori ha vissuto sotto l'ala protettiva della famiglia Jaeger, ma quel giorno — così come Armin, il miglior amico di Eren — anche lei perde tutto. A cinque anni di distanza dall'accaduto i tre amici sono cresciuti e sono entrati a fare parte dell'esercito, quando i giganti si presentano di nuovo. Per Eren, Mikasa, Armin e le altre reclute inizia così un crudele battesimo del fuoco.

## Personaggi
- Eren Jaeger (エレン・イェーガー?, Eren Yēgā) è il protagonista della storia e viene dal distretto di Shiganshina. Sua madre viene divorata da un gigante dopo che il gigante colossale ha creato una breccia nelle mura permettendo così ai giganti di entrare nel distretto di Shiganshina e scatenare il panico. Il suo obiettivo è quello di sterminare tutti i giganti, per vendicare la razza umana. È impulsivo, violento e idealista.
- Mikasa Ackermann (ミカサ・アッカーマン?, Mikasa Akkāman). Dopo la morte dei suoi genitori, uccisi da alcuni trafficanti di umani, viene accolta dalla famiglia di Eren. Nutre dei sentimenti profondi per Eren, che l'ha salvata e le ha ridato un motivo per vivere, per questo indossa sempre la sciarpa rossa che lui le ha regalato. È incredibilmente abile nel combattimento e viene considerata un guerriero d'élite. Infatti nel suo corso d'addestramento cadetti, viene riconosciuta subito come una delle più brave allieve di sempre, classificandosi prima al diploma dei cadetti.
- Armin Arelet (アルミン・アルレルト?, Arumin Arureruto) è un amico di Eren e Mikasa. È fisicamente e psicologicamente debole, ma molto intelligente, infatti diventerà uno stratega, dopo essersi arruolato nell'esercito con Eren e Mikasa. Si dimostra sempre molto poco incline allo scontro fisico, preferendo l'uso della parola.
- Rivaille Ackermann (リヴァイ・アッカーマン?, Rivai Akkāman) è il capitano della Squadra Operazioni Speciali all'interno dell'Armata Ricognitiva. È considerato il soldato più forte dell'umanità.

## Produzione

### Genesi dell'opera e influenze
(Hajime Isayama)

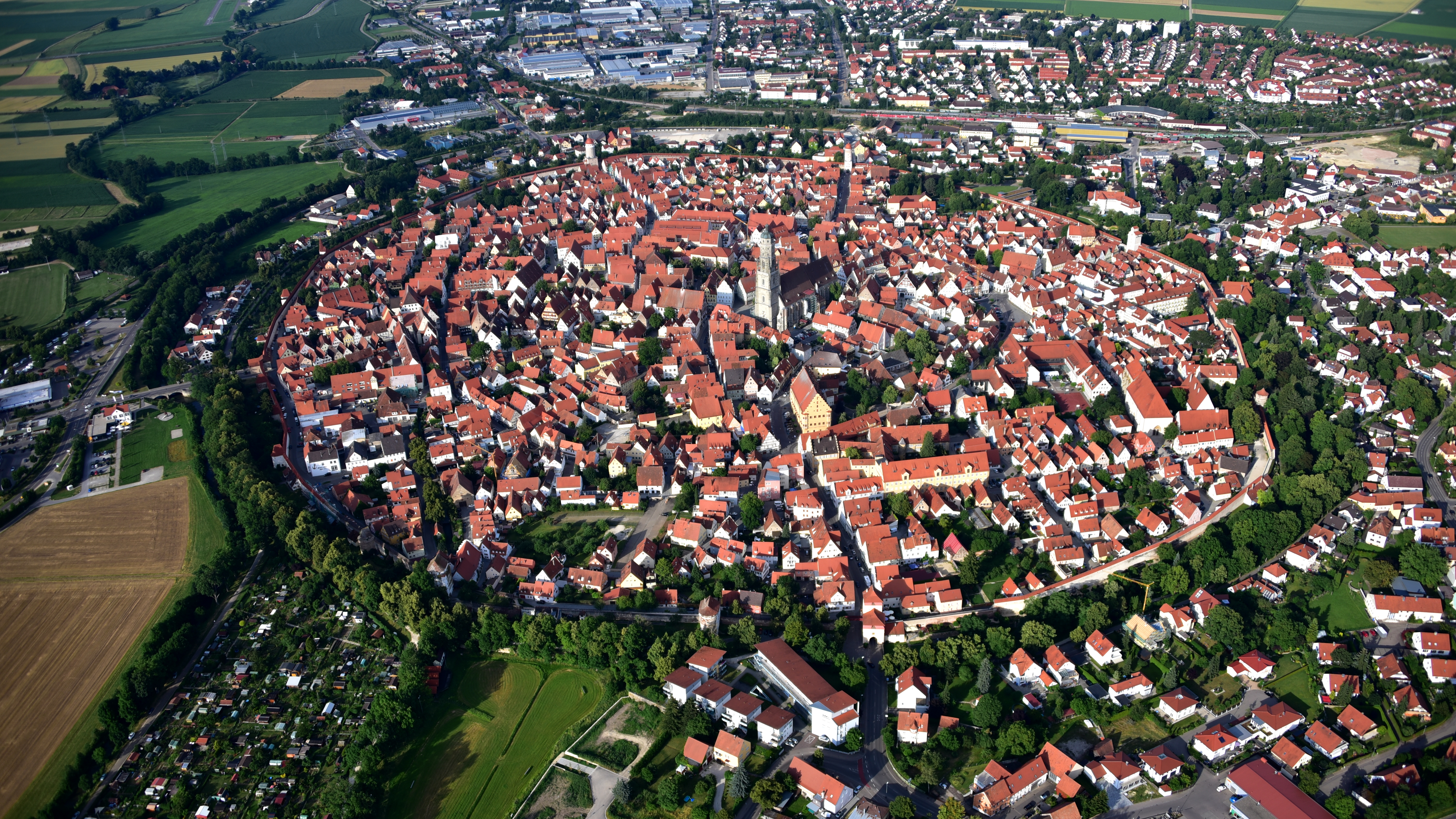
La città tedesca di Nördlingen ha costituito una fonte d'ispirazione per l'autore nel creare l'ambientazione del manga

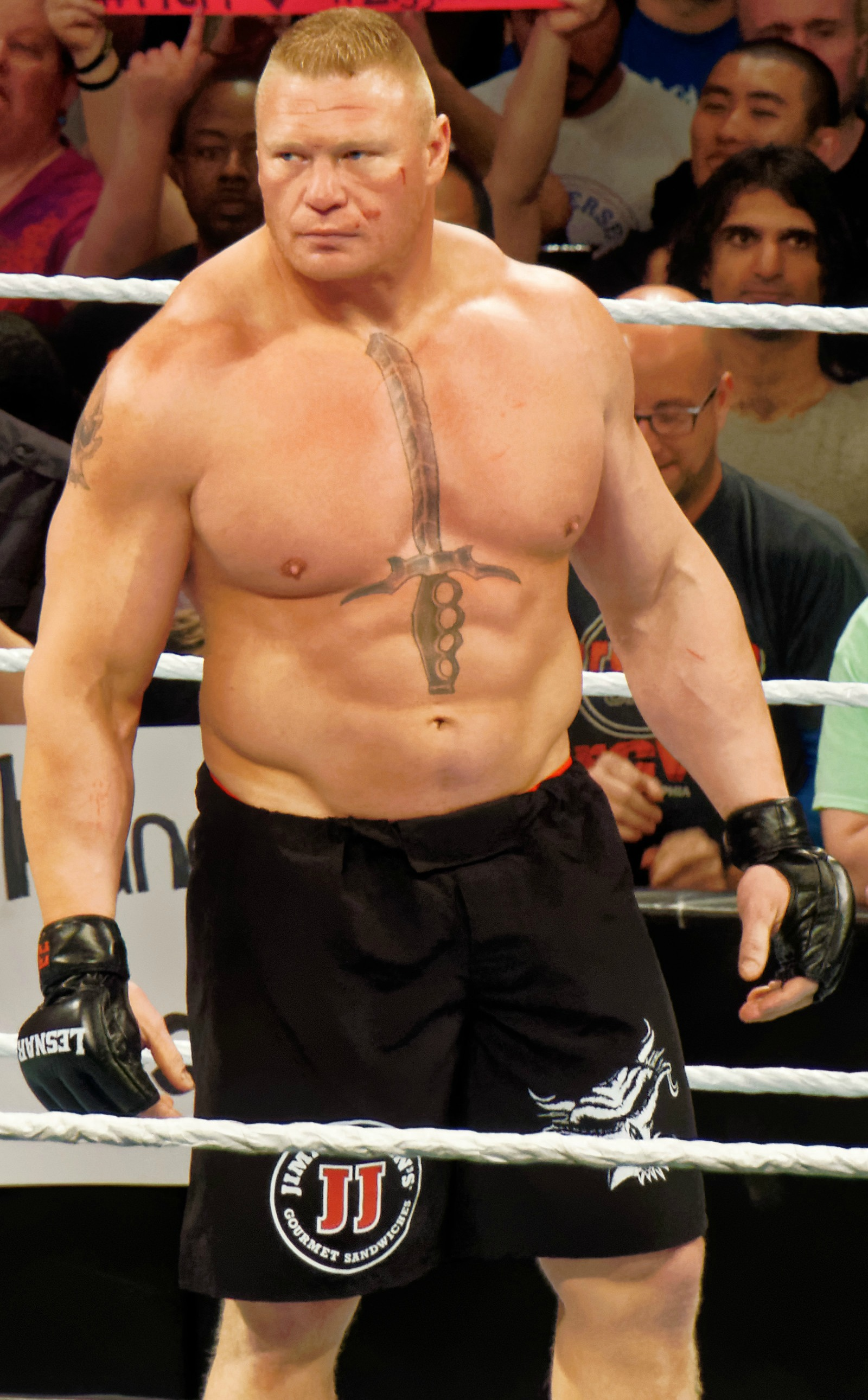
Il wrestler Brock Lesnar, a cui Isayama si è ispirato per disegnare il "Gigante corazzato"

La fase embrionale dello sviluppo dell'opera iniziò nel 2005, quando Hajime Isayama realizzò una prima versione de L'attacco dei giganti, come one-shot di 65 pagine, all'età di 19 anni. Incoraggiato dall'aver ricevuto, nel giugno 2006, il premio come miglior lavoro a un concorso per manga indetto dalla Kōdansha, il giovane si trasferì a Tokyo, continuando a lavorare al suo progetto. Nel 2009 il manga venne infine serializzato sulla rivista Bessatsu Shōnen Magazine. Isayama ha dichiarato di aver realizzato l'opera con l'intento di creare qualcosa che fosse al tempo stesso commercializzabile e artisticamente valido e di aver deciso di incentrare la sua storia sui giganti perché nell'immaginario collettivo sono creature rozze e disgustose, ed emanano un senso d'insicurezza. L'idea di base proviene da un episodio occorso a Isayama all'uscita da un internet point in cui aveva appena lavorato. Quando uno sconosciuto, ubriaco, lo prese per il colletto, l'autore provò «la paura di incontrare una persona con cui non si riesce a comunicare» e si rese conto che «l'essere umano è l'animale più familiare e spaventoso del mondo».
Per l'aspetto fisico dei giganti, Isayama si basò su dei modelli umani, come il combattente Yushin Okami, che ha costituito lo spunto per la versione gigante di Eren, e il wrestler Brock Lesnar, che ha ispirato il gigante corazzato. Un libro fotografico è utilizzato invece per rendere le diverse espressioni del volto.
La presenza di un «muro di paura» è stata ispirata dall'isolamento tipico della cultura giapponese e dall'infanzia dell'autore: cresciuto in un villaggio, a Hita, circondato da montagne, il suo desiderio era quello di sapere che cosa ci fosse al di là della barriera, proprio come il personaggio principale del manga. La città tedesca di Nördlingen, con le sue architetture medievali e le mura ancora intatte attorno al nucleo storico, costituì una fonte d'ispirazione nella creazione delle mura e dell'ambientazione della serie. Isayama in seguito ha confermato che L'attacco dei giganti è stato in parte ispirato da Muv-Luv Alternative, la seconda visual novel della serie Muv-Luv.

### Realizzazione
I capitoli della storia sono pubblicati a cadenza mensile e contano un numero di pagine maggiore rispetto a manga a uscita settimanale. La media di pagine per episodio è infatti di circa 40. In un mese tipico di lavoro, una settimana è votata a scrivere lo storyboard, mentre le due/tre successive servono per realizzare il disegno vero e proprio. Shintarō Kawakubo, l'editore di Isayama, ha sottolineato che la parola chiave del manga è «velocità». Sotto questo punto di vista vanno interpretati gli sforzi dell'autore per rendere il disegno fluido e per mantenere serrato il ritmo della storia con un continuo scatenarsi di eventi.
Isayama ha dichiarato di avere delineato a grandi tratti quasi tutta la trama di L'attacco dei giganti; inoltre nel dettaglio ha già deciso alcuni dei passaggi salienti della storia e il momento preciso in cui accadranno. Tuttavia molte delle sue idee non vengono definite in modo rigido fino a quando non sono messe nero su bianco sulle tavole.

### Proseguimento e finale dell'opera
Nel mese di settembre del 2013, Isayama ha affermato di avere in mente di concludere la storia con il 20º volume. In origine aveva previsto di dare alla serie un finale tragico, sulla falsariga dell'adattamento cinematografico del romanzo di Stephen King The Mist. La crescente popolarità del manga e dell'anime, lo hanno portato però a riconsiderare il suo proposito iniziale, per evitare di deludere i fan che nel frattempo si sono affezionati ai vari personaggi. Nel 2016 l'autore ha dichiarato che l'opera sta raggiungendo il suo epilogo. Il manga si è poi definitivamente concluso il 9 aprile 2021, con l'uscita del capitolo 139.

### Adattamento anime
Isayama è intervenuto direttamente, con consigli e pareri, nella produzione dell'anime. Essendo dispiaciuto del fatto di non aver potuto realizzare a dovere gli sfondi delle tavole del manga per mancanza di tempo, ha suggerito agli animatori come avrebbe voluto che apparissero. Inoltre l'anime rappresenta il Meccanismo di Movimento Tridimensionale con un dettaglio maggiore rispetto al manga e, dovendo animare il suo funzionamento, l'autore ha avuto modo di operare delle piccole modifiche. Da ultimo il mangaka ha avuto un peso importante anche nell'animazione dei movimenti dei giganti, suggerendo di inserire repentini cambi di direzione per aumentare il senso di spavento e paura. Isayama è rimasto in generale molto soddisfatto dell'adattamento anime, commentando sul suo blog: «L'anime de L'attacco dei giganti è molto interessante. Anch'io mi impegnerò a fondo nel manga».

## Stile

Grafico che mostra la valle perturbante

A livello tecnico, i primi capitoli presentano molte approssimazioni sulle prospettive e sulle proporzioni oltre a una generale mancanza di rifinitura, e nonostante un notevole miglioramento man mano che i capitoli avanzano, Isayama è ben lungi dall'eguagliare i suoi colleghi mangaka più famosi. Infonde però nella sua opera un'identità grafica molto singolare, che tende al realismo, con sagome filiformi e un'espressività dei volti molto marcata, che talvolta tende a espressioni inquietanti o mostruose. La commistione tra il mostruoso e inquietante realismo dei giganti e i problemi di proporzione immerge poi il lettore nella uncanny valley.
L'autore si discosta dalle regole classiche dello shōnen riguardanti l'ideazione e lo sviluppo dei protagonisti, con personaggi femminili poco sessualizzati mentre non esita a sfoggiare gli addominali dei personaggi maschili. Assume un certo lato yaoi, soprattutto con Rivaille, e si diverte con la sessualità ambigua di certi personaggi, come Reiner.
Per la narrazione, l'autore rispetta le regole tipiche dei manga riguardanti il taglio della sua opera con riquadri per lo più rettilinei, ben delimitati e senza stravaganze, consentendo una leggibile sequenza di scene d'azione. Tuttavia ricorre a forme meno regolari quando vuole accentuare l'intensità di certi momenti di azione o di emozione. L'autore utilizza anche processi di frequente utilizzo nel cinema, di cui è un fan, con l'uso di strisce di box di dimensioni ridotte per annunciare il passaggio di scena, una scomposizione dei movimenti per simulare l'effetto a rallentatore o il susseguirsi di riprese successive sulla stessa cosa per simulare lo zoom. Si concede anche alcune eccezioni a queste regole, soprattutto durante le analessi o alcune scene chiave del manga. Fa anche pieno uso del manga per creare effetti di sorpresa e terrore voltando pagina o, al contrario, per fare alcune grandi rivelazioni attorno a un riquadro più innocuo, per marcare un contrasto con la messa in scena.
L'attacco dei giganti ruota attorno a un tema ciclico nella sua narrazione. Alcune situazioni, infatti, si riproducono modificando alcuni elementi o cambiando i punti di vista. Ad esempio, Eren è inizialmente il bambino che ammira l'Armata Ricognitiva al ritorno dalle missioni, mentre in seguito diventa lui stesso uno dei membri di questo gruppo ammirato dai bambini del distretto. Inoltre, la strage della famiglia Reiss è raccontata da quattro diversi punti di vista, che incidono profondamente sulla comprensione e sul significato della scena. Questa nozione di ciclo mette in luce l'evoluzione dei protagonisti, ma anche il loro trauma di fronte a un eterno tragico ripetersi della storia nonostante i loro sforzi, antitesi del classico shōnen. Nonostante questa ambientazione, Isayama punteggia il suo manga con un umorismo piuttosto burlesco e insolito. Sebbene il manga offra alcune scene di pura commedia, Isayama utilizza principalmente discrepanze, smorfie, giochi di parole o umorismo da scolaretto in tutta la sua storia, in contrasto con la tensione drammatica di alcune scene.

## Media

### Manga
Il manga L'attacco dei giganti è stato serializzato da Kōdansha su Bessatsu Shōnen Magazine a partire dal numero inaugurale della rivista del 9 settembre 2009. L'opera si è conclusa dopo undici anni e mezzo di pubblicazione con l'uscita del 139º capitolo il 9 aprile 2021. I singoli capitoli, realizzati mensilmente, sono stati raccolti e pubblicati in 34 albi formato tankōbon con periodicità quadrimestrale dal 17 marzo 2010 al 9 giugno 2021. A novembre 2020 Kōdansha ha annunciato la pubblicazione di una versione interamente a colori del manga, che ha debuttato con il primo volume a giugno 2021. A marzo 2021 sono stati pubblicati cento esemplari dei primi due capitoli in un formato gigante, corrispondente a circa sei-sette volte le dimensioni di un volume tankōbon, al fine di battere il record del Guinness dei primati per il fumetto più grande mai pubblicato.
L'opera è stata esportata in tutto il mondo. A Taiwan è stata pubblicata da Tong Li Publishing a partire da gennaio 2011. In Nord America è stata edita da Kodansha USA, la branca americana di Kodansha, dal 19 giugno 2012 al 19 ottobre 2021 con il titolo di Attack on Titan. Con il titolo di Ataque a los Titanes il manga è stato pubblicato in Spagna da Norma Editorial da settembre 2012; in Francia, dal 26 giugno 2013, da Pika Édition, con il titolo di L'Attaque des Titans. In Brasile, con il titolo di Ataque dos Titãs, è stato edito da Panini Comics dal 14 novembre 2013. A ottobre 2013 la piattaforma Crunchyroll ha iniziato a distribuire i capitoli del manga in versione digitale in 170 Paesi in simultanea con le uscite giapponesi.
L'edizione italiana dell'opera è stata pubblicata da Panini Comics, sotto l'etichetta Planet Manga e all'interno della collana Generation Manga. I volumi sono stati editi con cadenza bimestrale, dove il primo è uscito il 22 marzo 2012 mentre l'ultimo il 28 ottobre 2021.

### Spin-off
L'attacco dei giganti ha generato alcune serie spin-off.
- L'attacco dei giganti - Before the Fall (進撃の巨人 Before the fall?, Shingeki no kyojin: Before the Fall), una light novel in tre volumi scritta da Suzukaze Ryo e illustrata da Thores Shibamoto, pubblicata da Kōdansha dal 2 dicembre 2011 al 29 giugno 2012. Costituisce un prequel agli eventi de L'attacco dei giganti. Nel primo racconto vengono presentati il fabbro Anheru e il suo sviluppo del meccanismo di movimento tridimensionale. Il secondo e il terzo volume sono invece incentrati sulla misteriosa figura di un ragazzo chiamato Kyukuro e dei suoi sforzi per farsi accogliere nella comunità degli uomini dopo essere stato trovato ancora in fasce tra i resti di un gigante[58]. Dai romanzi è stato tratto un manga, scritto da Ryo Suzukaze e disegnato da Satoshi Shiki, che è stato serializzato sulla rivista Monthly Shōnen Sirius da agosto 2013[59] a marzo 2019 e raccolto in 17 volumi. Sia la light novel che il manga sono stati pubblicati in italiano da Panini Comics rispettivamente dal 20 giugno 2014 al 13 marzo 2015 e dal 6 dicembre 2014 al 14 novembre 2019.
- Attacco! A scuola coi giganti (進撃！巨人中学校?, Shingeki! Kyojin chūgakkō), un manga comico in stile chibi realizzato da Saki Nakagawa e pubblicato dal 9 aprile 2012 al 9 luglio 2016 su Bessatsu Shōnen Magazine, poi raccolto in 11 volumi[60]. L'edizione italiana è stata pubblicata da Panini Comics tra il 21 aprile 2016 e il 7 dicembre 2017. Dalla serie è stato tratto un adattamento anime in 12 episodi realizzato da Production I.G e trasmesso fra ottobre e dicembre 2015.
- L'attacco dei giganti - Birth of Rivaille (進撃の巨人 悔いなき選択?, Shingeki no kyojin gaiden: Kuinaki sentaku), un manga basato sulla visual novel A Choice With No Regrets e incentrato sulle origini del comandante Rivaille, uno dei personaggi principali della serie[61]. Scritto da Gun Snark e disegnato da Hikaru Suruga, è stato pubblicato sulla rivista shōjo Aria dal 28 settembre 2013 al 28 giugno 2014 e raccolto in due volumi. Le copie della rivista con il prologo della serie si sono esaurite in una settimana e ciò ha portato la casa editrice a dover effettuare una ristampa di emergenza. In previsione dell'elevata richiesta collegata all'inizio della serializzazione vera e propria, la Kodansha ha quindi incrementato la tiratura della rivista del 500%[62]. I due volumi sono stati pubblicati in italiano da Panini Comics l'8 agosto e il 10 ottobre 2015.
- Sungeki no kyojin (寸劇の巨人?), anche conosciuto come Spoof on Titan, è un manga yonkoma parodistico realizzato da Hounori e pubblicato sia in giapponese che inglese da Kōdansha sull'app Manga Box da dicembre 2013 a dicembre 2014[63][64].
- L'attacco dei giganti - The Harsh Mistress of the City (進撃の巨人 隔絶都市の女王?, Shingeki no kyojin: Kakuzetsu toshi no joō) è una light novel scritta da Ryō Kawakami e illustrata da Range Murata, che è stata pubblicata in due volumi il 1º agosto 2014 e il 1º maggio 2015[65]. I due volumi sono stati pubblicati in italiano da Panini Comics il 7 novembre 2015 e il 5 marzo 2016.
- L'attacco dei giganti - Lost Girls (進撃の巨人 Lost Girls?, Shingeki no kyojin: Lost Girls) è un romanzo scritto da Hiroshi Seko e pubblicato il 9 dicembre 2014 da Kōdansha. È composto da tre racconti, Lost in the Cruel World, Wall Sina, Goodbye e Lost Girls, con protagoniste Mikasa Ackermann e Annie Leonhart[66]. Un adattamento manga, scritto e disegnato da Ryōsuke Fuji, è stato pubblicato su Bessatsu Shōnen Magazine dal 9 agosto 2015 al 9 maggio 2016 e raccolto in due volumi[67]. Sia la light novel che il manga sono stati pubblicati in italiano da Panini Comics rispettivamente il 28 aprile 2016 e dal 9 novembre 2017 all'11 gennaio 2018.
- Garrison Girl: An Attack on Titan Novel è un romanzo per ragazzi dell'autrice statunitense Rachel Aaron pubblicato da Quirk Books il 7 agosto 2018[68]. In seguito è stato tradotto e pubblicato in giapponese da Kōdansha il 7 aprile 2019 con il titolo Shingeki no kyojin: Hate ni saku bara (進撃の巨人 果てに咲く薔薇?). L'opera è incentrata su Rosalie Dumarque, una ragazza che contravviene ai suoi genitori per arruolarsi nell'esercito.

### Anime

#### Serie televisiva

Copertina del sesto BD/DVD italiano, raffigurante i protagonisti Armin, Eren e Mikasa

Un adattamento televisivo anime, diretto da Tetsurō Araki, è prodotto da Wit Studio in collaborazione con Production I.G e poi da studio MAPPA per un totale di 94 episodi.
La prima stagione è stata trasmessa a partire dal 6 aprile 2013 sull'emittente giapponese MBS e successivamente è andata in onda anche sui canali Tokyo MX, FBS, TOS, HTB, TVA e BS11, concludendosi in 25 puntate il 28 settembre 2013. È stata distribuita per il mercato home video dal 17 giugno 2013 in 9 dischi Blu-ray e DVD al 19 marzo 2014. I dischi contengono diversi extra, come lo one-shot iniziale de L'attacco dei giganti, dei videogiochi visual novel, diversi episodi umoristici con i personaggi della serie in versione chibi, intitolati Chimi kyara gekijō - Tondeke! Kunren heidan (ちみキャラ劇場 とんでけ！訓練兵団?) e alcuni capitoli a colori.
Una seconda stagione, inizialmente prevista per il 2016, è andata in onda dal 1º aprile al 17 giugno 2017. 
La terza stagione, annunciata da Wit Studio nel corso del 2017, è stata trasmessa in Giappone dal 22 luglio 2018 sull'emittente NHK. 
La quarta e ultima stagione, denominata "The Final Season", è stata realizzata dallo studio MAPPA in quattro blocchi: il primo ha debuttato il 7 dicembre 2020, per un totale di 16 episodi, concludendo il 29 marzo 2021. Il secondo, composto di 12 puntate, è andata in onda dal 10 gennaio al 4 aprile 2022. La parte finale intitolata The Final Chapters, che tratta l'ultima parte del manga, annunciata in un teaser trailer , è stata  e trasmessa in anteprima in due speciali televisivi: il primo, della durata di un'ora, andato in onda il 4 marzo 2023 dalle 00:25, mentre il secondo, di un'ora e mezza, trasmesso il 5 novembre 2023 (poi ritrasmessi divisi in 7 episodi, tra il 5 e il 19 novembre). 
Dynit ha annunciato il 30 giugno 2014 di aver acquistato i diritti per l'adattamento in italiano della serie. Le puntate sono state trasmesse in streaming sul sito internet VVVVID a partire dal 21 luglio 2014 e al ritmo di un episodio a settimana. È stata inoltre pubblicata un'edizione limitata home video, composta da sei volumi DVD e Blu-ray, contenenti dei booklet con interviste e approfondimenti e gli episodi umoristici: il primo volume è stato messo in commercio dal 29 ottobre 2014, mentre il sesto e ultimo è uscito il 18 marzo 2015. La stagione è stata poi trasmessa su Rai 4 dal 24 settembre 2015 al 30 marzo 2016. Anche la seconda e la terza stagione sono state trasmesse in simulcast su VVVVID. Le prime tre stagioni sono disponibili anche sulle piattaforme di streaming digitale Netflix e Prime Video. Sia VVVVID che Prime Video trasmettono la prima parte della quarta stagione in simulcast. La seconda parte della quarta stagione è stata trasmessa in simulcast su Crunchyroll a partire dal 9 gennaio 2022. Il doppiaggio italiano invece è stato distribuito da Dynit su Prime Video il 7 novembre 2022.
La terza e la quarta parte costituiscono il segmento conclusivo della stagione, intitolato The Final Chapters (完結編?, Kanketsu-hen), e sono state inizialmente trasmesse in due speciali televisivi: il primo, della durata di un'ora, è andato in onda il 4 marzo 2023 dalle 00:25, mentre il secondo, di un'ora e mezza, è stato trasmesso il 5 novembre 2023 a partire dalla mezzanotte. In Italia sono stati pubblicati entrambi in simulcast su Crunchyroll con sottotitoli. Le due parti sono state successivamente pubblicate a episodi via streaming il 5 e il 19 novembre 2023 con sigle di apertura e chiusura inedite. in Italia gli episodi doppiati in italiano sono stati pubblicati su Prime Video dal 25 giugno 2024.

#### OAV
Sono stati prodotti degli episodi OAV derivati dalla serie e pubblicati in DVD allegati ad alcuni volumi del manga in Giappone. La prima puntata, intitolata Il taccuino di Ilse e tratta dal capitolo speciale Il taccuino di Ilse, era prevista per il 9 agosto 2013 ma è stata posticipata al 9 dicembre e inclusa con un'edizione limitata del volume 12. Un secondo episodio, incentrato sui membri del corpo reclute e intitolato Un visitatore inaspettato, è stato pubblicato il 9 aprile 2014, unito al 13º volume del manga. Il terzo, Difficoltà, è uscito l'8 agosto 2014 in allegato al volume 14. Altri due episodi OAV, basati sulla visual novel prequel A Choice With No Regrets, sono stati allegati rispettivamente al 15° volume del manga, uscito il 9 dicembre 2014, e al 16°, uscito il 9 aprile 2015. Altri tre, che costituiscono un adattamento della light novel L'attacco dei giganti - Lost Girls, sono stati pubblicati assieme ai volumi 24, 25 e 26 tra fine 2017 e inizio 2018. Gli otto episodi sono stati resi disponibili in tutto il mondo sottotitolati in varie lingue, tra cui l'italiano, sulla piattaforma Crunchyroll dal 19 dicembre 2021.

#### Film
La prima stagione della serie televisiva è stata adattata in due film cinematografici, con nuove animazioni e un doppiaggio inedito da parte dello stesso cast di doppiatori. Il primo lungometraggio, L'attacco dei giganti – Il film: parte I. L'arco e la freccia cremisi (「進撃の巨人」前編～紅蓮の弓矢～?, Shingeki no kyojin zenpen: Guren no yumiya), che tratta i primi 13 episodi, è stato proiettato in Giappone il 22 novembre 2014; il secondo, L'attacco dei giganti – Il film: parte II. Le ali della libertà (「進撃の巨人」後編～自由の翼～?, Shingeki no kyojin kōhen: Jiyū no tsubasa), che tratta la seconda parte, è uscito invece il 27 giugno 2015. In Italia entrambi i lungometraggi sono stati distribuiti nei cinema dalla Nexo Digital, il primo il 12 e il 13 maggio 2015 e il secondo il 1º e il 2 settembre 2015.
Un terzo film riassuntivo L'attacco dei giganti – Il film: parte III. L'urlo del risveglio (「進撃の巨人」～覚醒の咆哮～?, Shingeki no kyojin kōhen: Kakusei no hōkō), relativo alla seconda serie televisiva, è stato distribuito in Giappone il 13 gennaio 2018: Dynit l'ha pubblicato direttamente in home video il 26 settembre 2018.
Un quarto lungometraggio Attack on Titan: Chronicle (「進撃の巨人」～クロニクル～?, Shingeki no kyojin: Kuronikuru), che riassume le prime tre stagioni della serie televisiva, è stato proiettato in Giappone il 17 luglio 2020.

### Colonna sonora
La colonna sonora delle prime tre stagioni della serie è stata composta da Hiroyuki Sawano; nella quarta stagione è stato sostituito da Kōta Yamamoto, pur continuando a essere accreditato come co-compositore.
La musica è stata distribuita in vari album da Pony Canyon. La colonna sonora della prima stagione è stata raccolta in due CD: il primo, intitolato Shingeki no kyojin Original Soundtrack (「進撃の巨人」オリジナルサウンドトラック?) è stato pubblicato il 28 giugno 2013 e contiene 16 brani; il secondo, Shingeki no kyojin Original Soundtrack CD2 (「進撃の巨人」オリジナルサウンドトラックCD2?), è stato messo in commercio il 16 ottobre 2013 insieme all'edizione limitata del quarto Blu-ray/DVD della serie, per un totale di 11 tracce. Per la seconda stagione sono stati pubblicati il 7 luglio 2017 due CD intitolati Shingeki no kyojin Season 2 Original Soundtrack (「進撃の巨人」Season 2 オリジナルサウンドトラック?) con complessivamente 33 brani, che contengono sia le musiche della stagione sia quelle del film riassuntivo e degli OAV. Shingeki no kyojin Season 3 Original Soundtrack (「進撃の巨人」Season 3 オリジナルサウンドトラック?) è stata pubblicata in due CD il 26 giugno 2019. Essa comprende la musica della terza stagione della serie televisiva, del film e degli OAV, per un totale di 31 brani La colonna sonora della quarta stagione è stata raccolta nell'album Shingeki no kyojin The Final Season Original Soundtrack (「進撃の巨人」 The Final Season オリジナルサウンドトラック?), uscito il 23 giugno 2021 e contenente 23 tracce, e Shingeki no kyojin The Final Season Original Soundtrack 02 (「進撃の巨人」 The Final Season オリジナルサウンドトラック02?), uscito il 22 giugno 2022 con 15 brani.

Logo della band musicale Sound Horizon, incaricata di comporre ed eseguire quattro sigle di apertura e una di chiusura de L'attacco dei giganti.

Nella prima stagione, dal primo al tredicesimo episodio la sigla di apertura è Guren no yumiya (紅蓮の弓矢? lett. "Arco e freccia cremisi") dei Linked Horizon e quella di chiusura è Utsukushiki zankoku na sekai (美しき残酷な世界? lett. "Un bellissimo crudele mondo") di Yōko Hikasa. Dalla puntata quattordici la opening diventa Jiyū no tsubasa (自由の翼? lett. "Ali della libertà") dei Linked Horizon mentre la sigla finale è Great Escape dei Cinema Staff. Nella seconda stagione la sigla di apertura è Shinzō wo sasageyo! (心臓を捧げよ!? lett. "Dedicate vostri cuori!") dei Linked Horizon e quella di chiusura è Yūgure no tori (夕暮れの鳥? lett. "L'uccello al crepuscolo") dei Shinsei Kamattechan. La prima sigla della terza stagione invece è Red Swan di Yoshiki Hayashi feat. Hyde mentre la prima sigla di chiusura è Akatsuki no chinkonka (暁の鎮魂歌? lett. "Il requiem dell'alba") dei Linked Horizon. La seconda sigla di apertura utilizzata per la seconda parte della terza stagione è Shōkei to shikabane no michi (憧憬と屍の道? lett. "Il percorso di desideri e cadaveri") dei Linked Horizon mentre la seconda sigla di chiusura è stata Name of Love dei Cinema Staff. La sigla di apertura della prima parte della quarta stagione è Boku no Sensō (僕の戦争? lett. "la mia guerra") dei Shinsei Kamattechan, mentre quella di chiusura è Shōgeki (衝撃? lett. "Shock") di Yūko Andō. Le sigle di apertura e di chiusura della seconda parte della quarta stagione sono invece rispettivamente The Rumbling dei SiM e Akuma no ko (悪魔の子? lett. "figlio del diavolo") di Ai Higuchi.

### Film live action

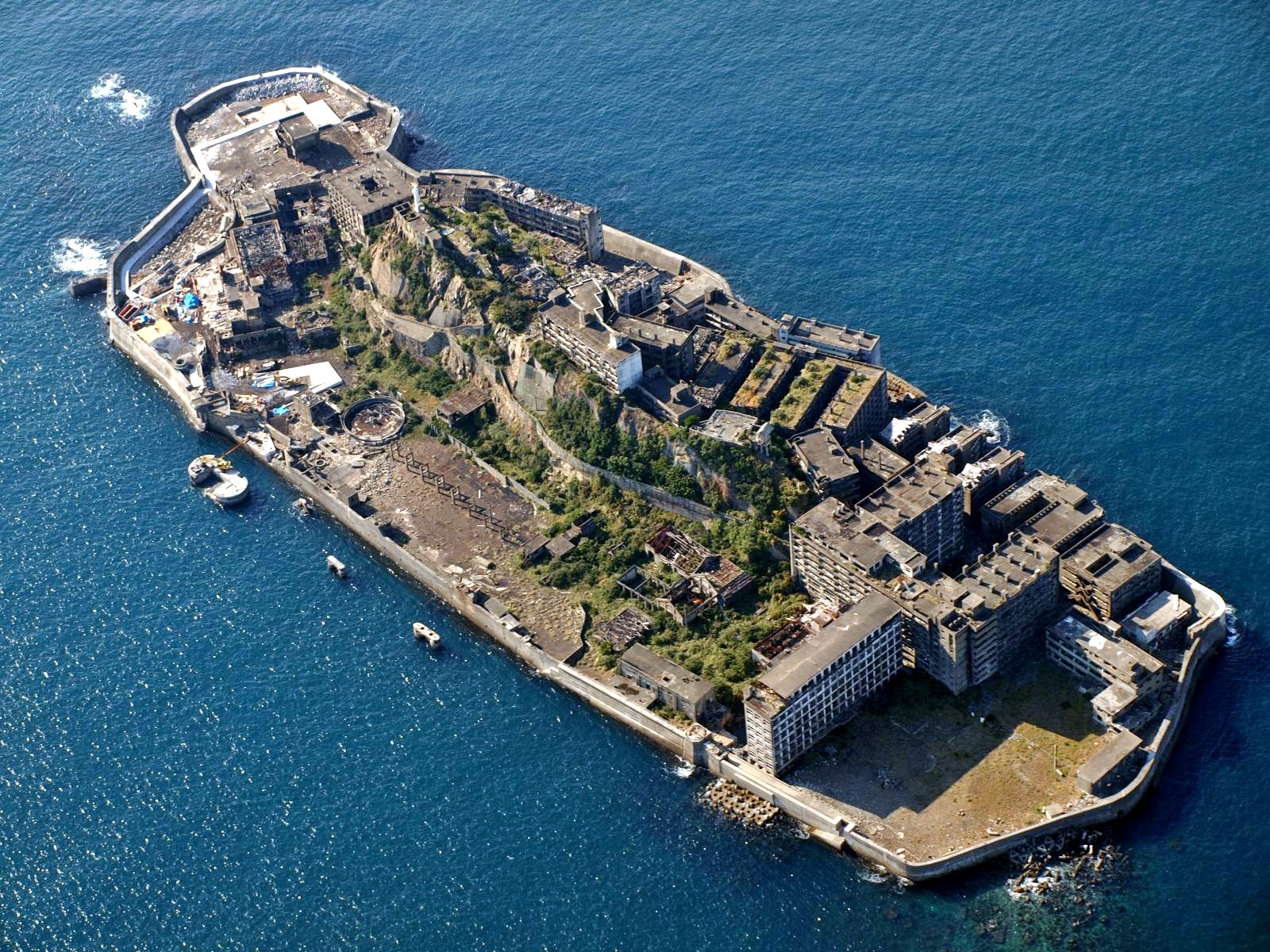
Veduta aerea dell'isola di Hashima, il luogo delle riprese dei live action della serie

L'uscita di un film live action basato sull'opera di Isayama era prevista inizialmente per il 2013, ma in seguito alle dimissioni di Tetsuya Nakashima da regista e sceneggiatore il lungometraggio fu rimandato. Nel dicembre 2013 Shinji Higuchi venne confermato nel ruolo di regista e di supervisore degli effetti speciali. Yūsuke Watanabe e Tomohiro Machiyama scrissero la sceneggiatura. Le riprese iniziarono nell'estate 2014 per l'uscita prevista per l'anno successivo. Il film uscì infine in Giappone diviso in due parti: Shingeki no kyojin - Attack on Titan il 1º agosto e Shingeki no kyojin - Attack on Titan: End of the World il 19 settembre 2015. La pellicola presenta marcate differenze con il manga originale nell'ambientazione e nella caratterizzazione dei personaggi, e venne giudicata mediocre dalla critica. L'uscita del film venne preceduta da una miniserie live action, intitolata Shingeki no kyojin: Hangeki no noroshi (進撃の巨人 反撃の狼煙?) e con gli stessi attori del lungometraggio, che fu trasmessa in streaming sul servizio di video online dTV di NTT docomo il 15 agosto 2015. La serie di tre episodi si concentra su Hansie Zoe e la sua ricerca sui giganti, nonché su come è stato creato il meccanismo di movimento tridimensionale.
A ottobre 2018 Variety riportò che Warner Bros. e Kodansha avevano siglato un accordo per produrre un adattamento cinematografico live action statunitense de L'attacco dei giganti diretto da Andrés Muschietti.

### Videogiochi
Sono stati realizzati quattro videogiochi di tipo visual novel su L'attacco dei giganti, sviluppati da alcuni membri dello staff di Nitroplus in collaborazione con Production I.G. Nitroplus ha tenuto a precisare che lo studio nel suo insieme non è coinvolto nella realizzazione dei giochi, bensì solo i singoli programmatori che vi hanno preso parte. Le visual novel sono state pubblicate in allegato ai dischi della raccolta blu-ray dell'anime e trattano eventi esterni alla trama principale ma con gli stessi protagonisti. Isayama è intervenuto direttamente per supervisionare lo sviluppo dei videogiochi. Essi comprendono: Lost in the Cruel World di Hiroshi Seko, pubblicato il 18 settembre 2013 insieme al terzo disco e incentrato su Mikasa, e Kuinaki sentaku (悔いなき選択? lett. "Una scelta senza rimpianti") di Gan Sunaaku, sul passato di Rivaille ed Elvin Smith, In the Forest of the Night, Burning Bright di Jin Haganeya, su Eren e Rivaille, e Wall Sina, Goodbye (Wall Sina, Goodbye (アニ外伝)?) di Hiroshi Seko, su Annie Leonhart, tutti e tre usciti il 18 dicembre 2013 in allegato al sesto disco.
Un videogioco d'azione intitolato Shingeki no kyojin: Hangeki no tsubasa (進撃の巨人 ～反撃の翼～? lett. "Le ali del contrattacco") è stato sviluppato da Spike Chunsoft per Nintendo 3DS e messo in vendita in Giappone il 5 dicembre 2013, in Nord America il 12 maggio 2015 e in Europa il 2 luglio 2015. Un secondo videogioco d'azione, A.O.T.: Wings of Freedom, è stato sviluppato da Koei Tecmo Games per PlayStation 3, PlayStation 4 e PlayStation Vita e distribuito in Giappone a partire dal 18 febbraio 2016; la storia percorre la prima stagione dell'anime. L'uscita nordamericana ed europea è avvenuta nel mese di agosto 2016. Un sequel che ripercorre la seconda stagione, A.O.T. 2, è stato pubblicato nel marzo 2018; nel luglio 2019 è uscito poi un DLC sottotitolato Final Battle, che allarga la storia a tutta la terza stagione.
Sono stati prodotti anche altri due titoli per Nintendo 3DS, usciti però sul solo mercato giapponese, Shingeki no kyojin: Shichi kara no dasshutsu (進撃の巨人 死地からの脱出?), sviluppato da Koei Tecmo e pubblicato l'11 maggio 2017, e Shingeki no kyojin 2: Mirai no zahyō (進撃の巨人２～未来の座標～?), sviluppato da Spike Chunsoft e commercializzato il 30 novembre 2017, oltre ad alcuni videogiochi per dispositivi mobili.

### Altre opere derivate
Kodansha ha pubblicato svariate guide dedicate alla serie, contenenti interviste, informazioni sulla realizzazione, illustrazioni, riassunti, e dati e statistiche sull'ambientazione e i personaggi. Sei guide sono dedicate al manga e sono state pubblicate tra il 2013 e il 2021: Shingeki no kyojin: Inside kō (2013), Shingeki no kyojin: Outside kō (2013), Shingeki no kyojin: Answers (2016), Shingeki no kyojin: Character meikan (2017), 1-satsu de wakaru! Shingeki no kyojin story guide (2019) e Shingeki no kyojin: Character meikan final (2021). Il primo, secondo e sesto volume sono stati pubblicati in italiano da Panini Comics come Inside - Attacco dei giganti, il 19 settembre 2014, Outside - Attacco agli umani, il 24 ottobre 2014, e L'attacco dei giganti - La guida definitiva ai personaggi, il 27 ottobre 2022. Dedicati all'anime sono stati redatti una guida, Shingeki no kyojin: Animation side kō (2014), due libri di sceneggiature, Shingeki no kyojin: TV anime scenario-shū-jō (2015) e Shingeki no kyojin: TV anime scenario-shū-ka (2015), e un artbook, Shingeki no kyojin: Anime illustrations (2017).
Un drama-CD della durata di 16 minuti è stato registrato dallo staff dell'anime e incluso nell'edizione di gennaio 2014 di Bessatsu Shōnen Magazine.
C.B. Cebulski, editor di Marvel Comics, ha annunciato su Twitter il 3 novembre 2014 che l'universo Marvel e L'attacco dei giganti sarebbero stati oggetto di un crossover. La storia, intitolata Attack on Avengers, è stata illustrata da Hajime Isayama e Gerardo Sandoval e pubblicata in inglese sul numero del 15 novembre della rivista giapponese Brutus.
Uno spettacolo teatrale intitolato Live Impact era previsto dal 28 luglio al 3 settembre 2017, ma in seguito fu annullato dopo la morte in un incidente durante le prove di un membro della troupe. Nel 2022 è stato annunciato un nuovo spettacolo tratto dall'opera, in forma di musical, che è andato in scena all'Orix Theater di Osaka dal 7 al 9 gennaio 2023 e alla Seinenkan Hall di Tokyo dal 14 al 24 dello stesso mese. Lo spettacolo è stato diretto da Gō Ueki, sceneggiato da Masafumi Hata, con musiche di Ken the 390 e liriche di Kaori Miura. Il cast comprende Kurumu Okamiya nei panni di Eren, Sara Takatsuki di Mikasa, Eito Konishi di Armin e Ryō Matsuda di Rivaille.

## Accoglienza

### Vendite

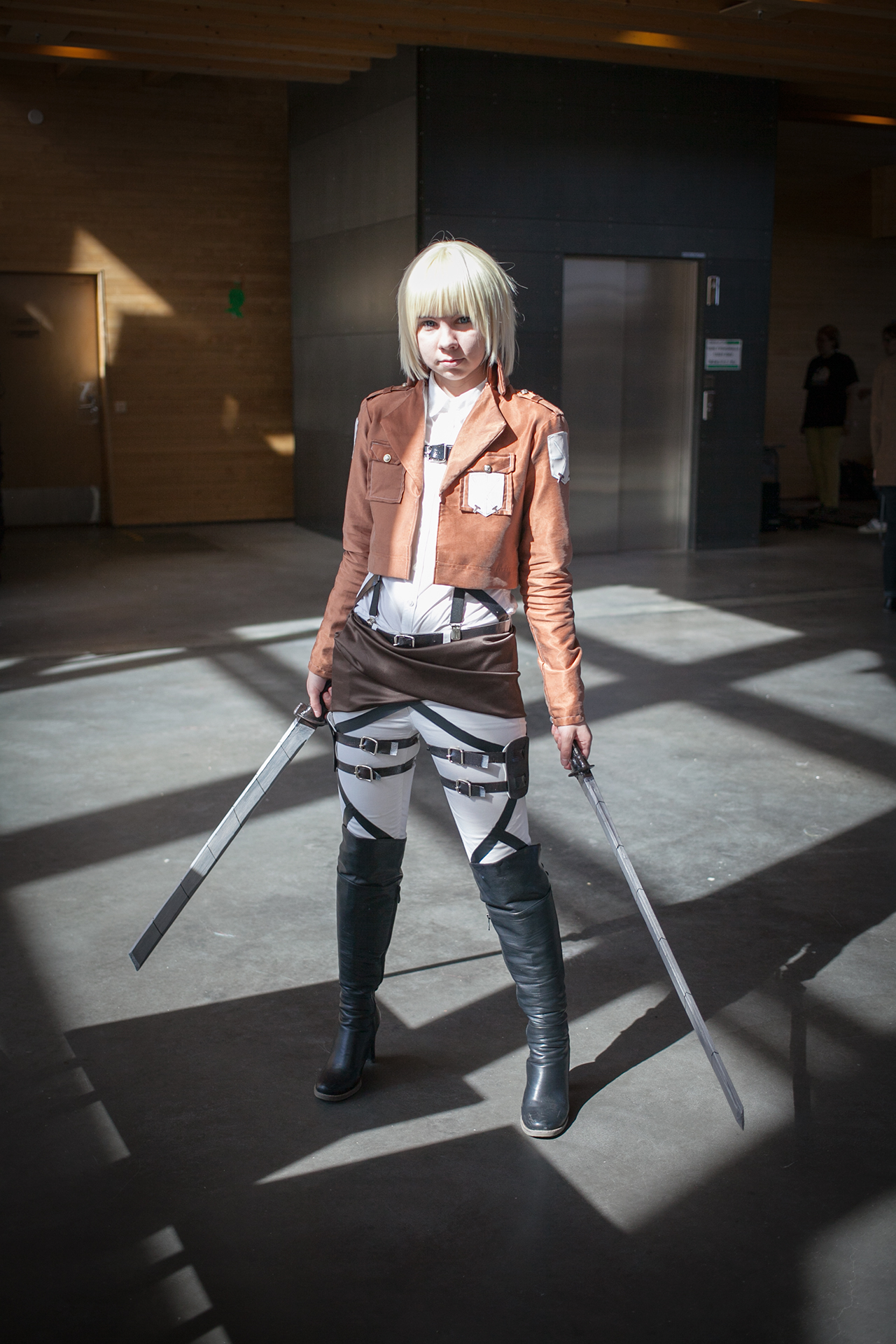
Cosplayer di Armin

Il manga ha ottenuto un successo immediato in Giappone. Nel 2011 si è classificato all'undicesimo posto nella lista delle opere più vendute, con 3 766 194 copie. Nel 2012, con 2 682 504 copie, è al quindicesimo posto della lista dei manga più venduti. A dicembre 2012 la tiratura totale dei primi nove volumi dell'opera ha raggiunto i 10 milioni di esemplari. Un anno dopo, nel dicembre 2013, le copie in circolazione hanno superato in Giappone i 28 milioni di copie. Il dodicesimo volume ha ricevuto una tiratura iniziale di 2,2 milioni di copie, rendendo L'attacco dei giganti la seconda serie manga di sempre, oltre a One Piece, a oltrepassare i due milioni di copie per la prima stampa di un singolo volume. Al termine del 2013, la serie si consolida al secondo posto, con 15.933.801 copie, per numero di vendite nell'anno appena trascorso. Nel primo semestre del 2014 L'attacco dei giganti ha raggiunto la vetta delle classifiche di vendita, scalzando One Piece dopo una supremazia durata cinque anni, e risultando la seconda serie più venduta dell'anno proprio dietro al manga di Eiichirō Oda. Nel 2015 e 2016 le vendite hanno subito una leggera flessione, rispettivamente 8 778 048 e 6 544 081 copie, piazzando la serie al terzo e al quarto posto nella lista dei manga più venduti.
A fine 2015 L'attacco dei giganti aveva venduto 52 milioni di copie nel mondo, mentre nel 2016 il numero di copie in circolazione ha raggiunto i 60 milioni. Il critico Hisashi Maeda ha evidenziato che questo eccezionale risultato di vendite ha ancora più valore per provenire da un manga pubblicato in una rivista relativamente poco affermata come Bessatsu Shōnen Magazine — che ha iniziato la pubblicazione solo nel settembre 2009. Grazie al successo della serie, l'editore Kodansha ha registrato un aumento nel volume d'affari per la prima volta in diciott'anni. È stato notato che la trasmissione dell'anime ha contribuito a incrementare le vendite della serie, che il Mainichi Shinbun ha descritto come un «successo a cui si assiste solo una volta ogni dieci anni».
Anche negli Stati Uniti il manga è stato accolto positivamente. Nella classifica settimanale di vendite dei manga stilata dal New York Times il primo volume ha raggiunto il quinto posto, mentre il secondo si è piazzato al nono. La YALSA, associazione dei servizi librari per ragazzi, ha inserito L'attacco dei giganti nella classifica delle migliori graphic novel per ragazzi.
In Italia, invece, il primo lungometraggio della serie, L'arco e la freccia cremisi, in due soli giorni si è classificato primo al botteghino con oltre ventiduemila spettatori.
VenditeAnno03 Mln6 Mln9 Mln12 Mln15 Mln18 Mln201120132015201720192021VenditeVendite del manga L'attacco dei giganti in Giappone

### Critica

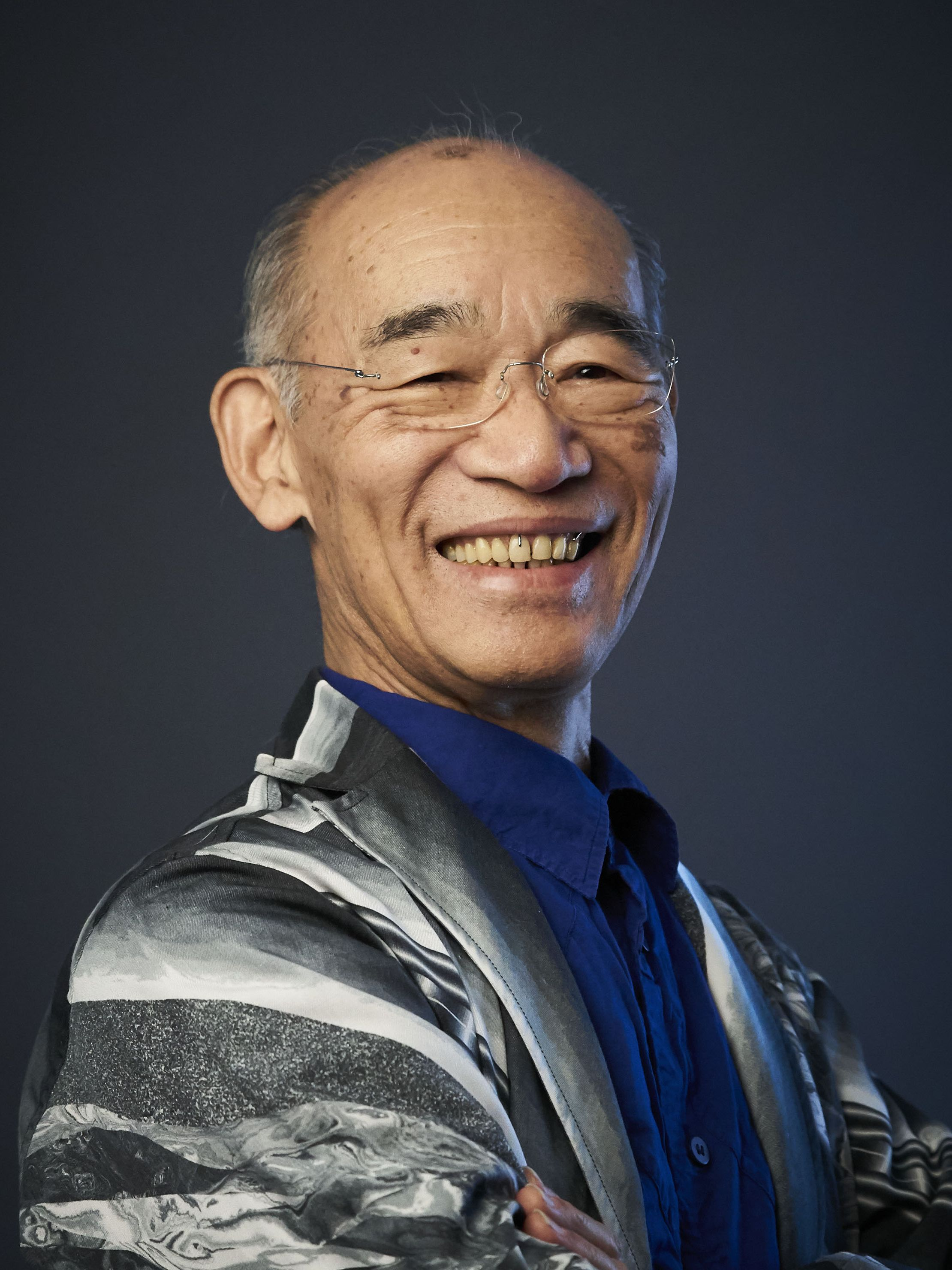
Yoshiyuki Tomino, creatore del franchise di Gundam, ha elogiato Isayama per il modo in cui riflette le sue esperienze personali nel suo lavoro; anche se ha criticato il suo stile di disegno, che ha definito "pornografico, crudo e grottesco"

Il successo del manga è stato ricondotto al senso di disagio e angoscia che permea l'opera, e che si basa a sua volta sulla singolare ambientazione della storia, con umani costretti a rimanere confinati all'interno di mura o ad affrontare battaglie disperate contro nemici iniqui. Inoltre, nonostante la struttura del racconto sia ritenuta semplice, la critica ha riconosciuto a Isayama del talento nel creare suspense e intrigo con una fitta sequenza di misteri e l'alternanza tra storia principale, analessi e velati riferimenti che fanno presagire sviluppi o eventi futuri. La tragicità e tensione della storia, con morti frequenti e svuotate di spettacolarità anche tra i protagonisti, fanno inoltre sì che i lettori si affezionino ai personaggi e ne prendano a cuore il destino. Molti critici hanno analizzato L'attacco dei giganti, interpretandolo come una rappresentazione della «mancanza di speranza provata dai giovani nella società contemporanea» o come una metafora del Giappone minacciato dalla globalizzazione. Altri si sono posti la questione se il manga sia razzista, dal momento che tratta di invasori ostili con cui è impossibile instaurare un dialogo e impossibili da fermare se non uccidendoli; sebbene la minaccia non venga mai esplicitamente identificata con alcun gruppo esistente, lasciando quindi ambigua l'interpretazione su chi sia la vittima e chi l'aggressore.
L'opera è stata criticata per la sua crudezza e una veste grafica ritenuta «sgradevole», con incertezze nel tratteggio e personaggi dai tratti contorti o irriconoscibili gli uni dagli altri. L'autore Yoshiyuki Tomino, creatore della serie Gundam, ha descritto lo stile di Isayama come «pornografico», «crudo» e «grottesco» e il manga come «molto personale e difficile da leggere». Lo stesso Isayama ha ammesso che i suoi disegni sono piuttosto «amatoriali». Molti critici hanno però dichiarato che, dopo anni di serializzazione, lo stile di disegno è migliorato, e Tomofusa Kure è dell'opinione che, se le illustrazioni fossero state maggiormente rifinite, non avrebbero trasmesso lo stesso senso di inquietudine e mistero, che è la caratteristica principale dell'opera.

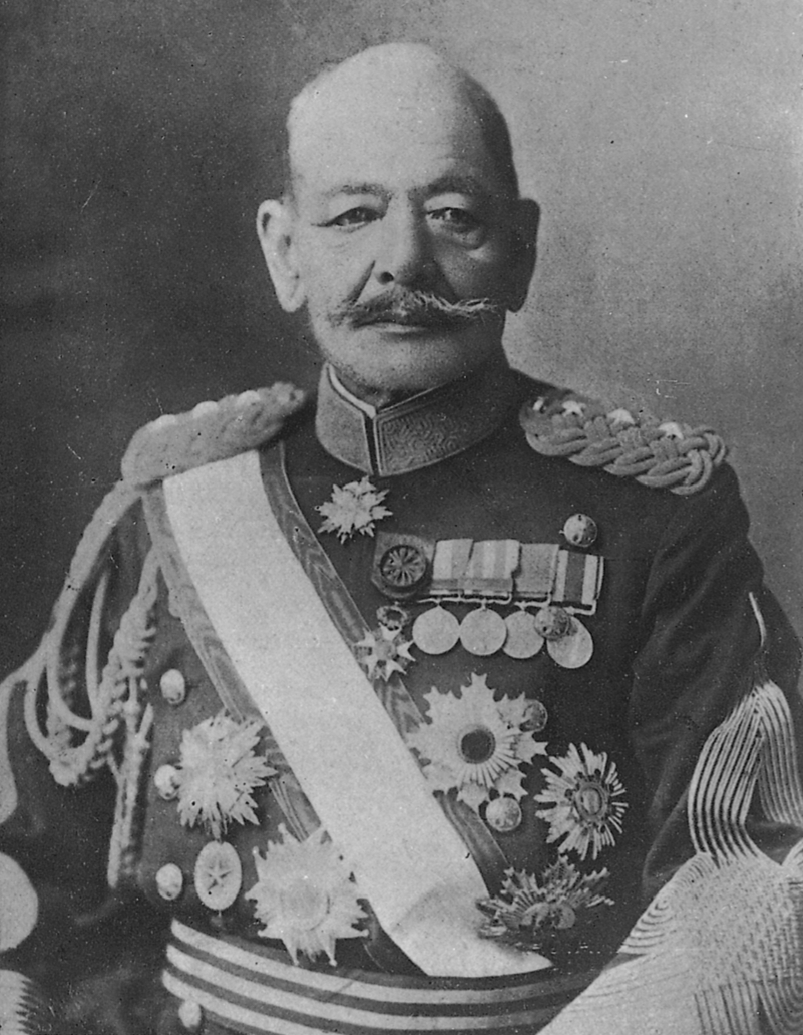
Il generale dell'Esercito imperiale giapponese Akiyama Yoshifuru, figura storica a cui Isayama si è ispirato per creare il personaggio di Dot Pixis

L'adattamento anime è stato egualmente apprezzato dalla critica, ed è stato definito «interessante», «memorabile», «ricco di suspense», «imprevedibile» e «una delle serie anime migliori degli ultimi tempi». L'aspetto maggiormente lodato sono state le scene di azione, frenetiche e dinamiche; ma sono state apprezzate anche la cura per gli sfondi, che aumentano il senso di realismo in un'ambientazione storica, e l'esplorazione della natura umana, attraverso il tratteggio di una società in cui vige il classismo e il darwinismo sociale e i cui personaggi sono ripetutamente confrontati con situazioni che li portano a mettere in discussione la loro moralità. Il character design dei personaggi, inoltre, è stato definito migliore e più naturale di quello di Isayama, pur mantenendone il segno distintivo. Una critica diffusa è riservata invece al ritmo della serie, ritenuto troppo lento e incostante. Carl Kimlinger di Anime News Network ha criticato aspramente i primi episodi dell'adattamento anime e ha dichiarato che non lo considera un bello show. Inoltre ha criticato la direzione di Araki, dicendo che «chiaramente [il regista] la considera energica e inquietante, ma riesce a essere solo rozza e sgradevole». Dall'altro lato, altri critici di Anime News Network hanno speso parole di apprezzamento per la serie. Rebecca Silverman ha affermato che «è al tempo stesso splendida e orrenda dal punto di vista visivo» e veicola un terrore che fa venire voglia di voltare lo sguardo e comunque di essere incuriositi per cosa succederà dopo. Sebbene vi siano molte serie televisive ambientate in mondi apocalittici, Carlo Santos ha notato che «poche si avvicinano alla perfezione come fa L'attacco dei giganti», e ha descritto l'opera come un «capolavoro di morte e distruzione». Theron Martin ha elogiato la colonna sonora e «il primo episodio, intenso e d'impatto», nonostante avesse avuto la sensazione che l'animazione fosse troppo limitata.
L'attacco dei giganti ha ottenuto un grande successo anche in Asia, in particolare in Cina, Hong Kong, Taiwan e Corea del Sud. Tuttavia la serie ha anche generato controversie, tra cui accuse di trasmettere un messaggio politico in favore del primo ministro giapponese Shinzō Abe e un'apologia del militarismo di stampo nostalgico per la seconda guerra mondiale. I giovani di Hong Kong hanno invece interpretato l'invasione dei giganti come una metafora della minaccia della Cina continentale. Nel 2010 il blog di Isayama è stato invaso da insulti, provocazioni e minacce di morte, dopo che l'autore ha rivelato che il personaggio di Dot Pixis è ispirato al generale dell'Esercito imperiale giapponese, Akiyama Yoshifuru. Nel 2015 il governo cinese ha bandito 38 serie d'animazione giapponesi, tra cui L'attacco dei giganti, per la rappresentazione di «scene di violenza, pornografia, terrorismo e oltraggio alla pubblica morale».
Le interpretazioni critiche de L'attacco dei giganti mettono in evidenza le caratteristiche condivise dalla razza degli Eldiani e dal popolo ebraico, facendo notare che la loro persecuzione da parte del popolo di Marley è simile alla persecuzione ebraica da parte della Germania nazista. Ciò ha portato ad accuse e teorie di antisemitismo e scuse verso il fascismo contro la serie e il suo autore, Isayama, comprese le affermazioni secondo cui Isayama sta promuovendo il nazionalismo e la teoria del complotto del dominio globale ebraico. Tuttavia, argomentazioni opposte hanno affermato che, sebbene gli Eldiani rispecchino il popolo ebraico, sono destinati ai lettori con cui simpatizzare piuttosto che essere ritratti come cattivi. Nel 2020, Shaan Amin, scrivendo per The New Republic, ha identificato L'attacco dei giganti come uno dei preferiti dell'alt-right e delle comunità Internet del nazionalismo bianco, sottolineando anche che le persone tendono a «setacciare le storie per trovare i messaggi che si aspettano».
Il mangaka Makoto Yukimura, creatore di Vinland Saga e Planetes ha dichiarato in un'intervista di ammirare Hajime Isayama per il lavoro svolto con L'attacco dei giganti, vista la sua capacità di gestire l'intera trama fino alla fine, specialmente dal 20° volume.

### Riconoscimenti
L'attacco dei giganti è stato tra i 13 manga a ricevere una nomination per il premio Manga Taishō nel 2011 e nello stesso anno ha vinto il Premio Kōdansha per i manga nella categoria miglior manga per ragazzi. È stato candidato alla sedicesima e alla diciottesima edizione del Premio culturale Osamu Tezuka rispettivamente nel 2012 e nel 2014. Nel 2012 il manga è stato valutato dai critici della rivista Kono manga ga sugoi! all'ottavo posto nella lista dei migliori manga per un pubblico maschile, mentre l'edizione del 2014 lo elenca al sesto posto. La rivista Da Vinci ha eletto la serie «miglior manga dell'anno» nel 2013 e nel 2014, così come il quotidiano Yomiuri Shinbun nell'edizione 2015 dei Sugoi Japan Awards.
L'adattamento anime è stato egualmente oggetto di premi. Ai Newtype Anime Awards del 2013 L'attacco dei giganti è risultata la serie più premiata, vincendo in sette categorie: migliore serie anime, miglior regista per Tetsurō Araki, miglior sceneggiatura per Yasuko Kobayashi, miglior colonna sonora, miglior canzone per Guren no yumiya dei Linked Horizon, miglior personaggio femminile per Mikasa Ackermann e miglior studio di animazione per Wit Studio. Ha riportato inoltre il premio per la miglior serie anime alla 18ª edizione degli Animation Kobe nel 2013 e ai Tokyo Anime Award 2014.
Il 9 novembre 2020 la città di Hita, nella prefettura di Ōita, in Giappone, ha installato tre statue bronzee dedicate a Eren, Mikasa e Armin davanti alla diga di Oyama. Nel sondaggio Manga Sōsenkyo 2021 indetto da TV Asahi, 150 000 persone hanno votato la loro top 100 delle serie manga e L'attacco dei giganti si è classificata al 6º posto.

## Eredità culturale
La band symphonic metal olandese Epica ha pubblicato il 20 dicembre 2017 l'EP Epica VS Attack on Titan Songs, contenente quattro reinterpretazioni di brani tratti dalla colonna sonora dell'anime L'attacco dei giganti e le rispettive versioni strumentali.
La serie è stata inoltre oggetto di pubblicità commerciali per Subaru, Snickers, e Wonda Coffee. I suoi personaggi sono anche stati citati nelle serie animate I Simpson e Lo straordinario mondo di Gumball, nel drama coreano Ing-yeo gongju, e dal marchio di moda Yoshikimono della rock star giapponese Yoshiki.
Prima dell'inizio della partita dei San Diego Padres e dei Los Angeles Dodgers tenutasi il 5 luglio 2019, una mascotte del gigante colossale ha fatto la sua comparsa e ha eseguito il primo lancio cerimoniale prima di scattare una foto con il lanciatore dei Dodgers Kenta Maeda, che sfoggiava il guanto da baseball del primo.

## Merchandising

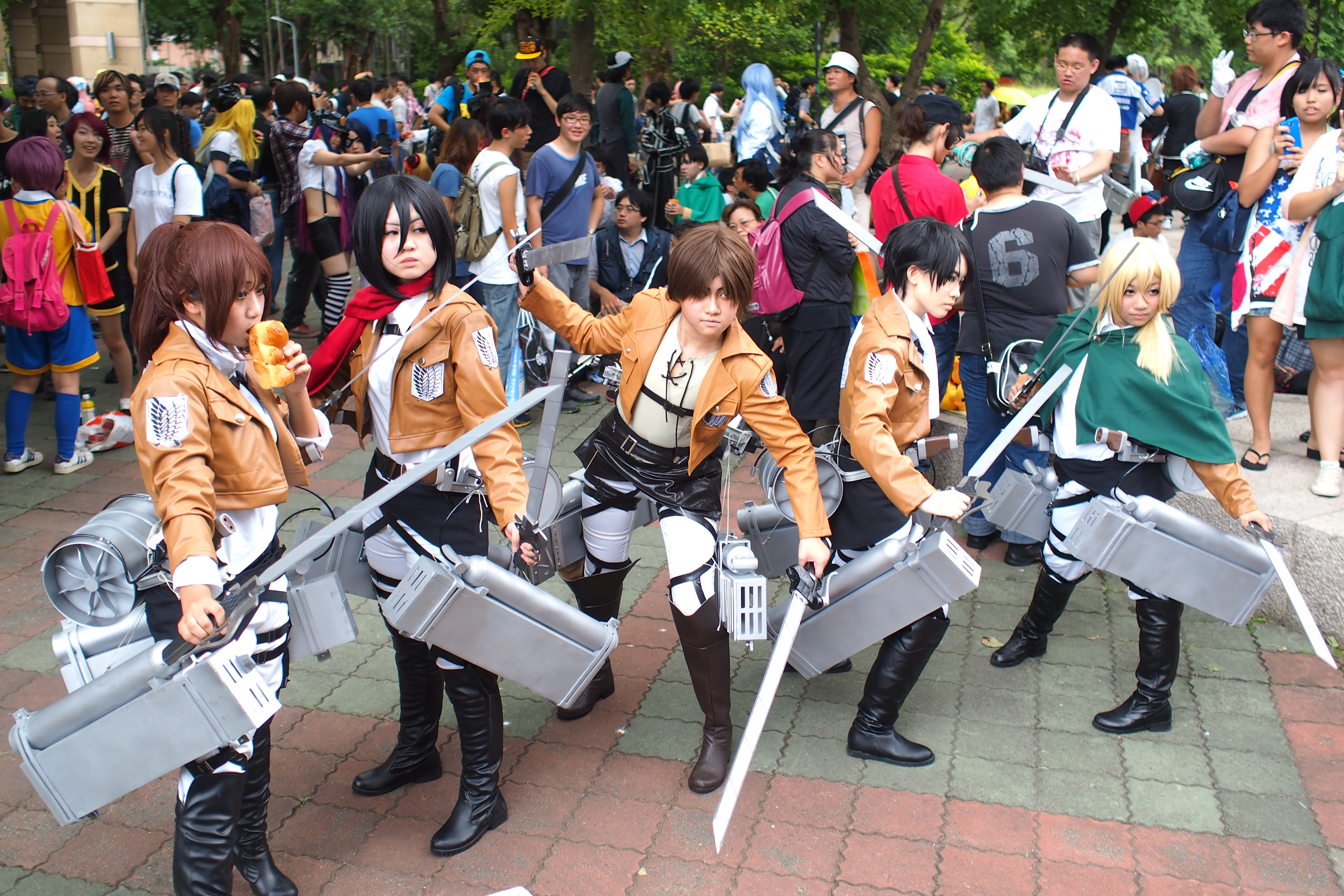
Cosplayer che interpretano alcuni personaggi della serie

In Giappone è stata creata una campagna di marketing attorno al manga. I marchi Pizza Hut e Lotteria hanno realizzato pubblicità televisive relative a L'attacco dei giganti nel 2013. Sono stati anche creati numerosi meme relativi alla serie sui social media, basati su cosplay di alcuni dei personaggi o su alcune sue scene. Tra i prodotti commercializzati sono presenti i dakimakura di Eren e Rivaille, e attrezzature per la manovra tridimensionale realizzate con la carta. Sono state commercializzate anche action figure di diversi personaggi della serie da Banpresto, Good Smile Company e Max Factory. Nel 2013 l'editore francese del manga, Pika Édition, ha lanciato la sua linea di ventagli, recanti le illustrazioni di sei diversi manga di cui ha acquistato i diritti, inclusa la serie. Sempre nello stesso anno, il marchio di profumi giapponese Koubutsu-ya ha annunciato la vendita di alcune fragranze ispirate alla serie. Successivamente Rivaille è apparso sulla copertina della rivista femminile Frau nel numero di agosto 2014. Nel 2015, Adidas ha lanciato una linea sportiva legata alla serie. Nello stesso anno è stata pubblicata da Kōdansha una rivista speciale di dodici numeri, intitolata Monthly Attack on Titan, che includeva, con ogni numero, la statuetta di un personaggio della serie e un pezzo di muro, che se unito agli altri una volta acquistati tutti i numeri della rivista avrebbe permesso di comporre un diorama.

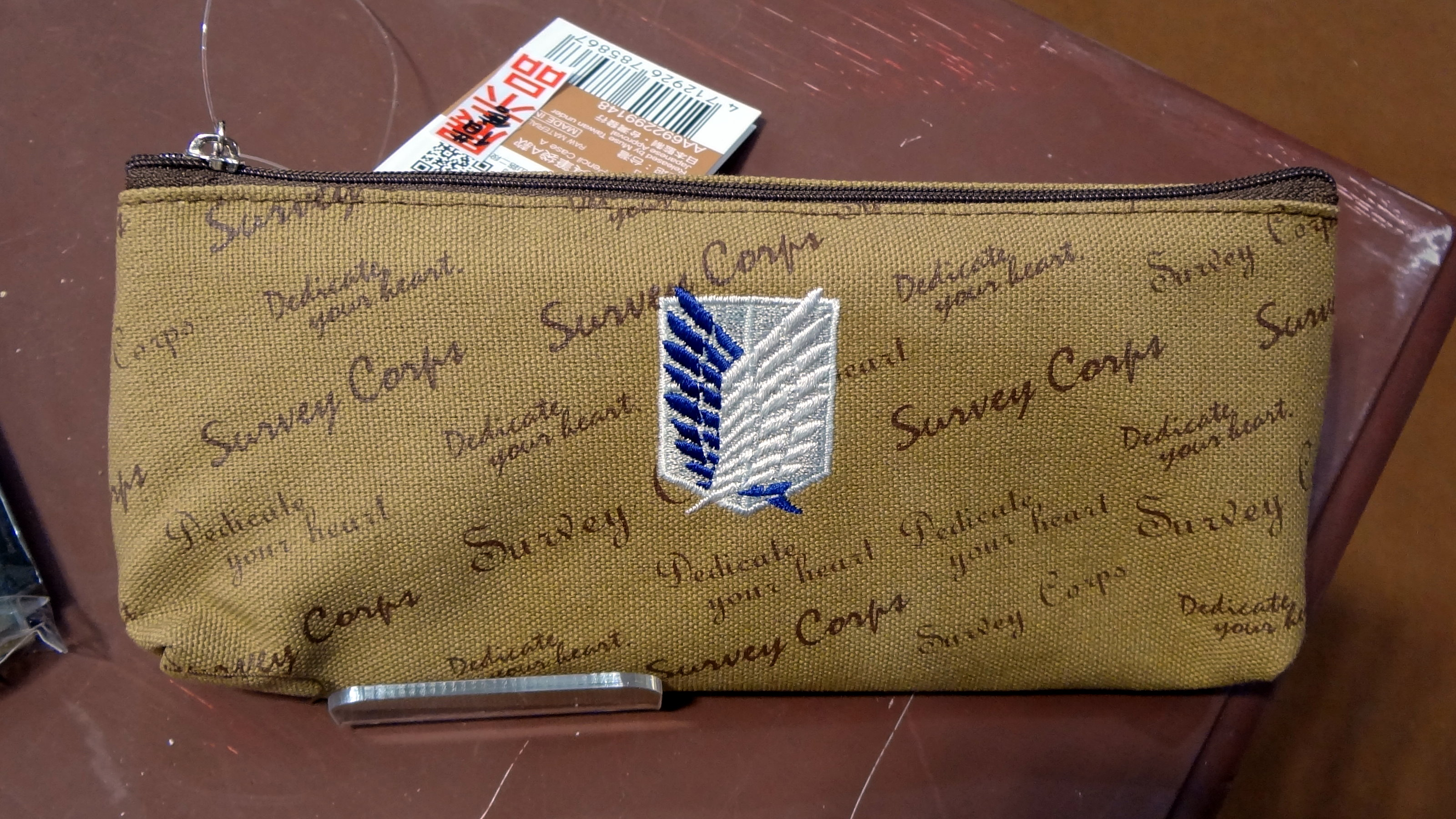
Astuccio con l'emblema dell'Armata Ricognitiva, un esempio dei tanti prodotti che sono stati creati in connessione con il franchise de L'attacco dei giganti

Nel 2021, al fine di promuovere l'ultima stagione dell'anime, è stata realizzata un'intensa campagna di marketing. Il 12 marzo, il gioco per cellulare Garena Free Fire ha annunciato una collaborazione con l'anime, che è durata fino ad aprile dello stesso anno, grazie alla quale i giocatori hanno avuto accesso a nuove skin basate sulla serie, come quella dell'uniforme dell'Armata Ricognitiva, quella del Gigante Corazzato e quella del Gigante d'Attacco. Ad aprile, il brand Uno della società Shiseido ha pubblicato una serie di pubblicità televisive speciali relative alla serie animata, con lo scopo di promuovere una linea di creme da barba. Allo stesso modo, il marchio di ramen Myojo Food ha aderito alla campagna di promozione per l'ultima stagione dell'anime, durante la quale ha annunciato che coloro che avessero partecipato alla loro edizione speciale di Ramen Charumera avrebbero ricevuto premi relativi alla serie; inoltre è stata venduta un'edizione limitata del ramen, contenente brodo e salsa di soia, e gli ignami de L'attacco dei giganti come ingrediente principale. Dal 29 aprile al 30 giugno 2021 si è tenuta una mostra presso le strutture della Yokohama Landmark Tower – il secondo edificio più alto del Giappone – dove è stata celebrata la fine del manga. Ad agosto dello stesso anno, il sito web ufficiale del parco Forest Adventure Okuhita ha annunciato una collaborazione, iniziata nello stesso mese, con la serie anime presso le proprie strutture situate nella prefettura di Ōita, il luogo di nascita di Hajime Isayama. A dicembre invece, il servizio taxi e l'app S.RIDE hanno annunciato una campagna di promozione dell'anime, che si è svolta dal 27 dicembre 2021 al 9 gennaio 2022 in Giappone.